# Bacup
Bacup är en stad i grevskapet Lancashire i England. Staden ligger i distriktet Rossendale, cirka 10 kilometer norr om Rochdale och cirka 11 kilometer söder om Burnley. Tätortsdelen (built-up area sub division) Bacup hade 13 323 invånare vid folkräkningen år 2011.
Staden var tidigare känd för sin bomullsindustri, sina järngjuterier och sina kolgruvor.